# 新居村 (愛知県)
新居村（あらいむら）は、愛知県東春日井郡にかつてあった村。現在の尾張旭市旧新居の区域に該当する。

## 沿革
- 明治22年（1889年）10月1日 - 町村制の施行により、新居村が単独で自治体を形成。
- 明治39年（1906年）7月16日 - 印場村・八白村と合併して旭村が発足。同日新居村廃止。